# Nomads in the Night
Nomads in the Night – utwór litewskiego piosenkarza Jeronimasa Miliusa wydany w formie singla w 2008 roku. Utwór napisali Milius i Vytautas Diškevičius.
W 2008 roku utwór wygrał finał litewskich eliminacji eurowizyjnych, dzięki czemu reprezentował Litwę w 53. Konkursie Piosenki Eurowizji organizowanym w Belgradzie. 27 maja utwór został zaprezentowany przez piosenkarza w drugim półfinale konkursu i zajął szesnaste miejsce z dorobkiem 30 punktów, przez co nie zakwalifikował się do finału.

## Lista utworów
CD single
1. „Nomads in the Night”